# Blatina (vino)
Blatina je avtohtona hercegovska črna sorta vinske trte in iz nje pridelano vino. 

## Značilnosti
Vinska trta se vzgaja v okolici hercegovskih mest Mostar, Čapljina, Ljubuški, Međugorje in Čitluk. Poleg Žilavke in Vranca je ena izmed avtohtonih hercegovskih sort vinske trte.
Sorta je bujna, funkcionalno ženskega tipa cveta, nezanesljive oploditve, kar zelo vpliva na rodnost in donose vinske trte. Zaradi tega je v vinogradih vedno skupaj z drugimi sortami, kot so Merlot, Alicante bouschet (lokalno poimenovana sorta Kambuša) ali Trnjak zaradi boljše oprašitve Blatine.
Teža grozda znaša med 200 in 300 gramov. Vzgaja se na srednje visokem trsu, na toplih in suhih položajih. Mošt Blatine vsebuje od 19 do 22% sladkorja, včasih tudi več, količina skupnih kislin pa znaša okoli 6 do 7g/l. Vino doseže alkoholno stopnjo 12 do 13% alkohola. 
Vino starajo v starih hrastovih sodih ali v posodah iz nerjavečega jekla. Vino pogosto pridobi vonj in aromo podobno kavi. Če se opravi daljša staranja vino pri višjih temperaturah pridobi okus starejše suhe čokolade. 
Blatina je vino temno rdeče barve, aromatičnega in prijetnega okusa, ki se servira ohlajeno na 18 °C.

## Sinonimi
Blatina je znana tudi pod imeni Blatina črna (Blatina crna), Tribidrag, Praznobačva, Zlorod. Sinonimi s svojimi poimenovanji opisujejo težavo pri vzgoji vinske trte in poznejše pridelave vina.